# Baqqal
Baqqal è un comune dell'Azerbaigian situato nel distretto di Şəki. Conta una popolazione di 490 abitanti.